# Theo van Eldik
Teunis Thomas (Theo) van Eldik (Ede, 9 oktober 1958) is een Nederlandse beeldhouwer.

## Leven en werk
Theo van Eldik volgde de opleiding lichamelijke opvoeding te Arnhem en studeerde orthopedagogiek te Den Haag en aan de Vrije Universiteit Amsterdam. In 1999 promoveerde hij aan de Erasmus Universiteit Rotterdam. Hij heeft als onderzoeker gewerkt bij Kentalis, een instelling voor onderzoek, onderwijs en zorg aan doven en slechthorenden. Sinds 1998 is hij beeldhouwer. Hij maakt slanke bronzen beelden, waarbij beweging in verstilde vorm wordt weergegeven. Theo van Eldik woont en werkt in Waddinxveen.
In 2017 publiceerde van Eldik een poëziebundel met als titel Intieme conversaties.

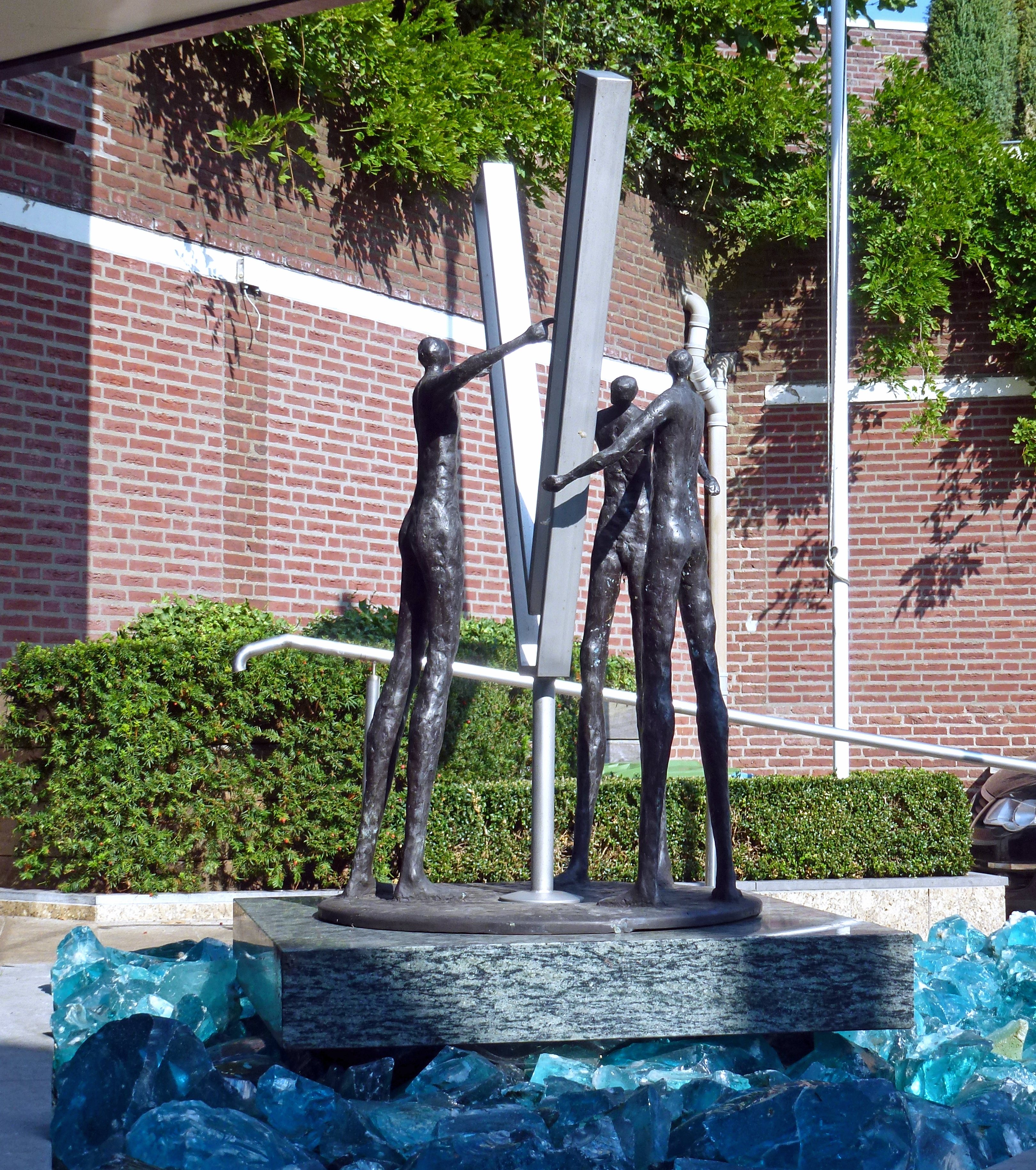
Samen werken, samen uitblinken (2009), Reeuwijk

## Werken (selectie)
- 2005-2015 - BNG Nieuwe Literatuurprijs
- 2009 - Vergeer Kaas, Reeuwijk (Vergeer sculptuur van Theo van Eldik)
- 2009 - Schuttersvereniging Sint Sebastiaan Blankenberge (België)
- 2012 - Radio 2 Mijlpaalprijs (BLØF)
- 2013 - Radio 2 Mijlpaalprijs (Acda & De Munnik)
- 2014 - Radio 2 Mijlpaalprijs (Caro Emerald)
- 2014 - Amsterdam Business Awards
- 2014 - Unilever Awards
- 2015 - Award Meest Markante Horeca Ondernemer van Nederland (Koninklijke Horeca Nederland)